# NASCAR Sprint Cup Series de 2014
A Temporada da NASCAR Sprint Cup Series de 2014 foi a 66º edição da Nascar, com 36 etapas disputadas o campeão foi Kevin Harvick.

## Transmissão para o Brasil
No Brasil o Fox Sports Brasil iria transmitir todas a provas ao vivo mas com o novo lançamento do Fox Sports 2 o segundo canal passou a transmitir as corridas que era do primeiro canal.

## Temporada Completa
| Fabricante | Equipe                    | No. | Piloto               | Chefe de Equipe                              |
| ---------- | ------------------------- | --- | -------------------- | -------------------------------------------- |
| Chevrolet  | Chip Ganassi Racing       | 1   | Jamie McMurray       | Keith Rodden                                 |
| Chevrolet  | Chip Ganassi Racing       | 42  | Kyle Larson (R)      | Chris Heroy                                  |
| Chevrolet  | Furniture Row Racing      | 78  | Martin Truex, Jr.    | Todd Berrier                                 |
| Chevrolet  | Germain Racing            | 13  | Casey Mears          | Bootie Barker                                |
| Chevrolet  | Hendrick Motorsports      | 5   | Kasey Kahne          | Kenny Francis                                |
| Chevrolet  | Hendrick Motorsports      | 24  | Jeff Gordon          | Alan Gustafson                               |
| Chevrolet  | Hendrick Motorsports      | 48  | Jimmie Johnson       | Chad Knaus                                   |
| Chevrolet  | Hendrick Motorsports      | 88  | Dale Earnhardt, Jr.  | Steve Letarte                                |
| Chevrolet  | HScott Motorsports        | 51  | Justin Allgaier (R)  | Steve Addington                              |
| Chevrolet  | JTG Daugherty Racing      | 47  | A. J. Allmendinger   | Brian Burns                                  |
| Chevrolet  | Phil Parsons Racing       | 98  | Josh Wise            | Gene Nead                                    |
| Chevrolet  | Richard Childress Racing  | 3   | Austin Dillon (R)    | Gil Martin                                   |
| Chevrolet  | Richard Childress Racing  | 27  | Paul Menard          | Slugger Labbe Justin Alexander               |
| Chevrolet  | Richard Childress Racing  | 31  | Ryan Newman          | Luke Lambert                                 |
| Chevrolet  | Richard Childress Racing  | 331 | Brian Scott6         | Nick Harrison Mark Hillman Mike Hillman, Jr. |
| Chevrolet  | Richard Childress Racing  | 331 | Ty Dillon 2          | Nick Harrison Mark Hillman Mike Hillman, Jr. |
| Chevrolet  | Hillman-Circle Sport LLC  | 331 | Timmy Hill 6         | Nick Harrison Mark Hillman Mike Hillman, Jr. |
| Chevrolet  | Hillman-Circle Sport LLC  | 331 | David Stremme 12     | Nick Harrison Mark Hillman Mike Hillman, Jr. |
| Chevrolet  | Hillman-Circle Sport LLC  | 331 | Alex Kennedy 5       | Nick Harrison Mark Hillman Mike Hillman, Jr. |
| Chevrolet  | Hillman-Circle Sport LLC  | 331 | Bobby Labonte 1      | Nick Harrison Mark Hillman Mike Hillman, Jr. |
| Chevrolet  | Hillman-Circle Sport LLC  | 331 | Morgan Shepherd 1    | Nick Harrison Mark Hillman Mike Hillman, Jr. |
| Chevrolet  | Hillman-Circle Sport LLC  | 331 | Travis Kvapil 3      | Nick Harrison Mark Hillman Mike Hillman, Jr. |
| Chevrolet  | Hillman-Circle Sport LLC  | 40  | Landon Cassill       | Mike Abner Mark Hillman                      |
| Chevrolet  | Stewart-Haas Racing       | 4   | Kevin Harvick        | Rodney Childers                              |
| Chevrolet  | Stewart-Haas Racing       | 10  | Danica Patrick       | Tony Gibson Daniel Knost                     |
| Chevrolet  | Stewart-Haas Racing       | 14  | Tony Stewart33       | Chad Johnston                                |
| Chevrolet  | Stewart-Haas Racing       | 14  | Regan Smith 1        | Chad Johnston                                |
| Chevrolet  | Stewart-Haas Racing       | 14  | Jeff Burton 2        | Chad Johnston                                |
| Chevrolet  | Stewart-Haas Racing       | 41  | Kurt Busch           | Daniel Knost Tony Gibson                     |
| Chevrolet  | Tommy Baldwin Racing      | 7   | Michael Annett (R)   | Kevin Manion                                 |
| Chevrolet  | Tommy Baldwin Racing      | 36  | Reed Sorenson        | Todd Parrott                                 |
| Ford       | Front Row Motorsports     | 34  | David Ragan          | Jay Guy Derrick Finley                       |
| Ford       | Front Row Motorsports     | 38  | David Gilliland      | Frank Kerr Jay Guy                           |
| Ford       | Go FAS Racing             | 32  | Terry Labonte 4      | Dan Stillman Ben Leslie Clinton Cram         |
| Ford       | Go FAS Racing             | 32  | Travis Kvapil 16     | Dan Stillman Ben Leslie Clinton Cram         |
| Ford       | Go FAS Racing             | 32  | Blake Koch 4         | Dan Stillman Ben Leslie Clinton Cram         |
| Ford       | Go FAS Racing             | 32  | Boris Said 2         | Dan Stillman Ben Leslie Clinton Cram         |
| Ford       | Go FAS Racing             | 32  | Eddie MacDonald 1    | Dan Stillman Ben Leslie Clinton Cram         |
| Ford       | Go FAS Racing             | 32  | J. J. Yeley3         | Dan Stillman Ben Leslie Clinton Cram         |
| Ford       | Go FAS Racing             | 32  | Joey Gase 4          | Dan Stillman Ben Leslie Clinton Cram         |
| Ford       | Go FAS Racing             | 32  | Timmy Hill 1         | Dan Stillman Ben Leslie Clinton Cram         |
| Ford       | Go FAS Racing             | 32  | Kyle Fowler 1        | Dan Stillman Ben Leslie Clinton Cram         |
| Ford       | Richard Petty Motorsports | 9   | Marcos Ambrose       | Drew Blickensderfer                          |
| Ford       | Richard Petty Motorsports | 43  | Aric Almirola        | Trent Owens                                  |
| Ford       | Roush Fenway Racing       | 16  | Greg Biffle          | Matt Puccia                                  |
| Ford       | Roush Fenway Racing       | 17  | Ricky Stenhouse, Jr. | Mike Kelley                                  |
| Ford       | Roush Fenway Racing       | 99  | Carl Edwards         | Jimmy Fennig                                 |
| Ford       | Team Penske               | 2   | Brad Keselowski      | Paul Wolfe35 Greg Erwin 1                    |
| Ford       | Team Penske               | 22  | Joey Logano          | Todd Gordon                                  |
| Toyota     | Identity Ventures Racing  | 66  | Michael Waltrip 4    | Chad Walter Scott Eggleston                  |
| Toyota     | Identity Ventures Racing  | 66  | Joe Nemechek15       | Chad Walter Scott Eggleston                  |
| Toyota     | Identity Ventures Racing  | 66  | Jeff Burton 2        | Chad Walter Scott Eggleston                  |
| Toyota     | Identity Ventures Racing  | 66  | Brett Moffitt 8      | Chad Walter Scott Eggleston                  |
| Toyota     | Identity Ventures Racing  | 66  | Timmy Hill 1         | Chad Walter Scott Eggleston                  |
| Toyota     | Identity Ventures Racing  | 66  | Tomy Drissi 1        | Chad Walter Scott Eggleston                  |
| Toyota     | Identity Ventures Racing  | 66  | Mike Wallace 5       | Chad Walter Scott Eggleston                  |
| Toyota     | Joe Gibbs Racing          | 11  | Denny Hamlin 35      | Darian Grubb30 Michael Wheeler6              |
| Toyota     | Joe Gibbs Racing          | 11  | Sam Hornish, Jr. 1   | Darian Grubb30 Michael Wheeler6              |
| Toyota     | Joe Gibbs Racing          | 18  | Kyle Busch           | Dave Rogers                                  |
| Toyota     | Joe Gibbs Racing          | 20  | Matt Kenseth         | Jason Ratcliff                               |
| Toyota     | Michael Waltrip Racing    | 15  | Clint Bowyer         | Brian Pattie                                 |
| Toyota     | Michael Waltrip Racing    | 55  | Brian Vickers        | Billy Scott                                  |
| Toyota     | BK Racing                 | 23  | Alex Bowman (R)      | Dave Winston                                 |
| Toyota     | BK Racing                 | 26  | Cole Whitt (R)       | Randy Cox                                    |
| Toyota     | BK Racing                 | 83  | Ryan Truex (R) 26    | Dale Ferguson Doug Richert Joe Williams      |
| Toyota     | BK Racing                 | 83  | J. J. Yeley 8        | Dale Ferguson Doug Richert Joe Williams      |
| Toyota     | BK Racing                 | 83  | Travis Kvapil 2      | Dale Ferguson Doug Richert Joe Williams      |

## Temporada Limitada
| Fabricante | Equipe                   | No. | Piloto             | Chefe de Equipe                 | Corrida(s) |
| ---------- | ------------------------ | --- | ------------------ | ------------------------------- | ---------- |
| Chevrolet  | Beard Motorsports        | 75  | Clay Rogers        | Darren Shaw                     | 2          |
| Chevrolet  | HScott Motorsports       | 52  | Bobby Labonte      | Jimmy Elledge                   | 1          |
| Chevrolet  | Tommy Baldwin Racing     | 37  | Bobby Labonte      | Tommy Baldwin, Jr. Zach McGowan | 1          |
| Chevrolet  | Tommy Baldwin Racing     | 37  | Dave Blaney        | Tommy Baldwin, Jr. Zach McGowan | 3          |
| Chevrolet  | Tommy Baldwin Racing     | 37  | Mike Bliss         | Tommy Baldwin, Jr. Zach McGowan | 6          |
| Chevrolet  | Team XTREME Racing       | 441 | J. J. Yeley        | Walter Giles Joe Lax Steve Lane | 10         |
| Chevrolet  | Team XTREME Racing       | 441 | Timmy Hill         | Peter Sospenzo                  | 2          |
| Ford       | Front Row Motorsports    | 35  | Eric McClure       | Todd Anderson Derrick Finley    | 2          |
| Ford       | Front Row Motorsports    | 35  | Blake Koch         | Todd Anderson Derrick Finley    | 2          |
| Ford       | Front Row Motorsports    | 35  | David Reutimann    | Todd Anderson Derrick Finley    | 6          |
| Ford       | Leavine Family Racing    | 95  | Michael McDowell   | Wally Rogers                    | 22         |
| Ford       | Randy Humphrey Racing    | 77  | Dave Blaney        | Peter Sospenzo                  | 12         |
| Ford       | Randy Humphrey Racing    | 77  | Nelson Piquet, Jr. | Steve Lane                      | 1          |
| Ford       | Randy Humphrey Racing    | 77  | Joe Nemechek       | Steve Lane                      | 1          |
| Ford       | Randy Humphrey Racing    | 77  | Corey LaJoie       | Steve Lane                      | 2          |
| Ford       | Roush Fenway Racing      | 6   | Trevor Bayne       | Bob Osborne                     | 1          |
| Ford       | Team Penske              | 12  | Ryan Blaney        | Jeremy Bullins                  | 2          |
| Ford       | Team Penske              | 12  | Juan Pablo Montoya | Greg Erwin                      | 2          |
| Ford       | Wood Brothers Racing     | 21  | Trevor Bayne       | Donnie Wingo                    | 12         |
| Toyota     | BK Racing                | 93  | Morgan Shepherd    | Rick Ren                        | 1          |
| Toyota     | BK Racing                | 93  | Mike Bliss         | Doug Richert                    | 2          |
| Toyota     | BK Racing                | 93  | Johnny Sauter      | Doug Richert                    | 1          |
| Toyota     | BK Racing                | 93  | J. J. Yeley        | Doug Richert                    | 1          |
| Toyota     | BK Racing                | 93  | Clay Rogers        | Doug Richert                    | 2          |
| Toyota     | Identity Ventures Racing | 49  | Mike Wallace       | Scott Eggleston                 | 1          |
| Toyota     | Identity Ventures Racing | 87  | Joe Nemechek       | Scott Eggleston                 | 3          |
| Toyota     | Identity Ventures Racing | 87  | Morgan Shepherd    | Scott Eggleston                 | 1          |
| Toyota     | Identity Ventures Racing | 87  | Timmy Hill         | Scott Eggleston                 | 1          |
| Toyota     | RAB Racing               | 29  | Joe Nemechek       | Chris Rice Matt Lucas           | 2          |
| Toyota     | RAB Racing               | 29  | Matt Crafton       | Chris Rice Matt Lucas           | 1          |
| Toyota     | Swan Racing              | 30  | Parker Kligerman   | Steve Lane                      | 8          |

## Calendário
| Prova                    | No.                                                              | Circuito                        | Local                        | Data            |
| ------------------------ | ---------------------------------------------------------------- | ------------------------------- | ---------------------------- | --------------- |
|                          | Sprint Unlimited                                                 | Daytona International Speedway  | Daytona Beach                | 15 de fevereiro |
|                          | Budweiser Duels                                                  | Daytona International Speedway  | Daytona Beach                | 20 de fevereiro |
| 1                        | Daytona 500                                                      | Daytona International Speedway  | Daytona Beach                | 23 de fevereiro |
| 2                        | The Profit on CNBC 500                                           | Phoenix International Raceway   | Avondale (Arizona)           | 2 de março      |
| 3                        | Kobalt 400                                                       | Las Vegas Motor Speedway        | Las Vegas                    | 9 de março      |
| 4                        | Food City 500                                                    | Bristol Motor Speedway          | Bristol                      | 16 de março     |
| 5                        | Auto Club 400                                                    | Auto Club Speedway              | Fontana (Califórnia)         | 23 de março     |
| 6                        | STP 500                                                          | Martinsville Speedway           | Ridgeway (Virgínia)          | 30 de março     |
| 7                        | Duck Commander 500*                                              | Texas Motor Speedway            | Fort Worth                   | 7 de abril      |
| 8                        | Bojangles' Southern 500                                          | Darlington Raceway              | Darlington (Carolina do Sul) | 12 de abril     |
| 9                        | Toyota Owners 400                                                | Richmond International Raceway  | Richmond (Virgínia)          | 26 de abril     |
| 10                       | Aaron's 499                                                      | Talladega Superspeedway         | Talladega                    | 4 de maio       |
| 11                       | 5-hour Energy 400*                                               | Kansas Speedway                 | Kansas City                  | 10 de maio      |
|                          | NASCAR Sprint All-Star Race                                      | Charlotte Motor Speedway        | Concord (Carolina do Norte)  | 17 de Maio      |
| 12                       | Coca-Cola 600                                                    | Charlotte Motor Speedway        | Concord (Carolina do Norte)  | 25 de Maio      |
| 13                       | FedEx 400                                                        | Dover International Speedway    | Dover                        | 1 de junho      |
| 14                       | Pocono 400                                                       | Pocono Raceway                  | Long Pond                    | 8 de junho      |
| 15                       | Quicken Loans 400                                                | Michigan International Speedway | Brooklyn (Michigan)          | 15 de junho     |
| 16                       | Toyota/Save Mart 350                                             | Sonoma Raceway                  | Sonoma                       | 22 de junho     |
| 17                       | Quaker State 400                                                 | Kentucky Speedway               | Sparta (Kentucky)            | 28 de junho     |
| 18                       | Coke Zero 400                                                    | Daytona International Speedway  | Daytona Beach                | 5 de julho      |
| 19                       | Camping World RV Sales 301                                       | New Hampshire Motor Speedway    | Loudon                       | 13 de julho     |
| 20                       | Crown Royal Presents The John Wayne Walding 400 at the Brickyard | Indianapolis Motor Speedway     | Speedway (Indiana)           | 27 de julho     |
| 21                       | Gobowling.com 400                                                | Pocono Raceway                  | Long Pond                    | 3 de agosto     |
| 22                       | Cheez-It 355 at The Glen                                         | Watkins Glen International      | Watkins Glen                 | 10 de agosto    |
| 23                       | Pure Michigan 400                                                | Michigan International Speedway | Brooklyn (Michigan)          | 17 de agosto    |
| 24                       | Irwin Tools Night Race at Bristol                                | Bristol Motor Speedway          | Bristol                      | 23 de agosto    |
| 25                       | Oral-B USA 500                                                   | Atlanta Motor Speedway          | Hampton (Geórgia)            | 31 de agosto    |
| 26                       | Federated Auto Parts 400                                         | Richmond International Raceway  | Richmond (Virgínia)          | 6 de setembro   |
| Chase for the Sprint Cup |                                                                  |                                 |                              |                 |
| Challenger Round         |                                                                  |                                 |                              |                 |
| 27                       | MyAFibStory.com 400                                              | Chicagoland Speedway            | Joliet (Illinois)            | 14 de Setembro  |
| 28                       | Sylvania 300                                                     | New Hampshire Motor Speedway    | Loudon                       | 21 de Setembro  |
| 29                       | AAA 400                                                          | Dover International Speedway    | Dover                        | 28 de Setembro  |
| Contender Round          |                                                                  |                                 |                              |                 |
| 30                       | Hollywood Casino 400                                             | Kansas Speedway                 | Kansas City                  | 5 de Outubro    |
| 31                       | Bank of America 500                                              | Charlotte Motor Speedway        | Concord (Carolina do Norte)  | 11 de Outubro   |
| 32                       | GEICO 500                                                        | Talladega Superspeedway         | Talladega                    | 19 de Outubro   |
| Eliminator Round         |                                                                  |                                 |                              |                 |
| 33                       | Goody's Headache Relief Shot 500                                 | Martinsville Speedway           | Ridgeway (Virgínia)          | 26 de Outubro   |
| 34                       | AAA Texas 500                                                    | Texas Motor Speedway            | Fort Worth                   | 2 de Novembro   |
| 35                       | Quicken Loans Race for Heroes 500                                | Phoenix International Raceway   | Avondale (Arizona)           | 9 de Novembro   |
| Championship             |                                                                  |                                 |                              |                 |
| 36                       | Ford EcoBoost 400                                                | Homestead-Miami Speedway        | Homestead                    | 16 de Novembro  |

Notas
- A Duck Commander 500 foi adiada para Segunda-Feira (7 de Abril) devido a chuva no dia anterior (Domingo, 6 de Abril)

- 2014: A 5-hour Energy 400 foi a Primeira Corrida da História da NASCAR Sprint Cup noturna no Kansas Speedway.

## Resultados
| No.                        | Corrida                           | Pole position     | Líder Por Mais Voltas          | Vencedor            | Fabricante |
| -------------------------- | --------------------------------- | ----------------- | ------------------------------ | ------------------- | ---------- |
|                            | Sprint Unlimited at Daytona       | Denny Hamlin      | Denny Hamlin                   | Denny Hamlin        | Toyota     |
|                            | Budweiser Duel 1                  | Austin Dillon     | Matt Kenseth                   | Matt Kenseth        | Toyota     |
|                            | Budweiser Duel 2                  | Martin Truex, Jr. | Brad Keselowski                | Denny Hamlin        | Toyota     |
| 1                          | Daytona 500                       | Austin Dillon     | Dale Earnhardt, Jr.            | Dale Earnhardt, Jr. | Chevrolet  |
| 2                          | The Profit on CNBC 500            | Brad Keselowski   | Kevin Harvick                  | Kevin Harvick       | Chevrolet  |
| 3                          | Kobalt 400                        | Joey Logano       | Brad Keselowski                | Brad Keselowski     | Ford       |
| 4                          | Food City 500                     | Denny Hamlin      | Matt Kenseth                   | Carl Edwards        | Ford       |
| 5                          | Auto Club 400                     | Matt Kenseth      | Jimmie Johnson                 | Kyle Busch          | Toyota     |
| 6                          | STP 500                           | Kyle Busch        | Jimmie Johnson                 | Kurt Busch          | Chevrolet  |
| 7                          | Duck Commander 500                | Tony Stewart      | Joey Logano                    | Joey Logano         | Ford       |
| 8                          | Bojangles' Southern 500           | Kevin Harvick     | Kevin Harvick                  | Kevin Harvick       | Chevrolet  |
| 9                          | Toyota Owners 400                 | Kyle Larson       | Jeff Gordon                    | Joey Logano         | Ford       |
| 10                         | Aaron's 499                       | Brian Scott       | Greg Biffle                    | Denny Hamlin        | Toyota     |
| 11                         | 5-hour Energy 400                 | Kevin Harvick     | Kevin Harvick                  | Jeff Gordon         | Chevrolet  |
|                            | NASCAR Sprint All-Star Race       | Carl Edwards      | Jamie McMurray                 | Jamie McMurray      | Chevrolet  |
| 12                         | Coca-Cola 600                     | Jimmie Johnson    | Jimmie Johnson                 | Jimmie Johnson      | Chevrolet  |
| 13                         | FedEx 400                         | Brad Keselowski   | Jimmie Johnson                 | Jimmie Johnson      | Chevrolet  |
| 14                         | Pocono 400                        | Denny Hamlin      | Brad Keselowski                | Dale Earnhardt, Jr. | Chevrolet  |
| 15                         | Quicken Loans 400                 | Kevin Harvick     | Kevin Harvick                  | Jimmie Johnson      | Chevrolet  |
| 16                         | Toyota/Save Mart 350              | Jamie McMurray    | A. J. Allmendinger             | Carl Edwards        | Ford       |
| 17                         | Quaker State 400                  | Brad Keselowski   | Brad Keselowski                | Brad Keselowski     | Ford       |
| 18                         | Coke Zero 400                     | David Gilliland   | Kurt Busch                     | Aric Almirola       | Ford       |
| 19                         | Camping World RV Sales 301        | Kyle Busch        | Brad Keselowski                | Brad Keselowski     | Ford       |
| 20                         | Brickyard 400                     | Kevin Harvick     | Kasey Kahne                    | Jeff Gordon         | Chevrolet  |
| 21                         | Gobowling.com 400                 | Kyle Larson       | Jeff Gordon                    | Dale Earnhardt, Jr. | Chevrolet  |
| 22                         | Cheez-It 355 at The Glen          | Jeff Gordon       | A. J. Allmendinger Jeff Gordon | A. J. Allmendinger  | Chevrolet  |
| 23                         | Pure Michigan 400                 | Jeff Gordon       | Joey Logano                    | Jeff Gordon         | Chevrolet  |
| 24                         | Irwin Tools Night Race            | Kevin Harvick     | Jamie McMurray                 | Joey Logano         | Ford       |
| 25                         | Oral-B USA 500                    | Kevin Harvick     | Kevin Harvick                  | Kasey Kahne         | Chevrolet  |
| 26                         | Federated Auto Parts 400          | Brad Keselowski   | Brad Keselowski                | Brad Keselowski     | Ford       |
| Chase for the Championship |                                   |                   |                                |                     |            |
| Challenger Round           |                                   |                   |                                |                     |            |
| 27                         | MyAFibStory.com 400               | Kyle Busch        | Kevin Harvick                  | Brad Keselowski     | Ford       |
| 28                         | Sylvania 300                      | Brad Keselowski   | Kevin Harvick                  | Joey Logano         | Ford       |
| 29                         | AAA 400                           | Kevin Harvick     | Kevin Harvick                  | Jeff Gordon         | Chevrolet  |
| Contender Round            |                                   |                   |                                |                     |            |
| 30                         | Hollywood Casino 400              | Kevin Harvick     | Joey Logano                    | Joey Logano         | Ford       |
| 31                         | Bank of America 500               | Kyle Busch        | Kevin Harvick                  | Kevin Harvick       | Chevrolet  |
| 32                         | GEICO 500                         | Brian Vickers     | Jimmie Johnson                 | Brad Keselowski     | Ford       |
| Eliminator Round           |                                   |                   |                                |                     |            |
| 33                         | Goody's Headache Relief Shot 500  | Jamie McMurray    | Jeff Gordon                    | Dale Earnhardt, Jr. | Chevrolet  |
| 34                         | AAA Texas 500                     | Matt Kenseth      | Jimmie Johnson                 | Jimmie Johnson      | Chevrolet  |
| 35                         | Quicken Loans Race for Heroes 500 | Denny Hamlin      | Kevin Harvick                  | Kevin Harvick       | Chevrolet  |
| Championship               |                                   |                   |                                |                     |            |
| 36                         | Ford EcoBoost 400                 | Jeff Gordon       | Jeff Gordon                    | Kevin Harvick       | Chevrolet  |

## Classificação

### Pilotos - Chase
Após 36 de 36 etapas
| Nº | Piloto             | Vitórias | Pontos |
| -- | ------------------ | -------- | ------ |
| 1  | Kevin Harvick      | 3        | 5043   |
| 2  | Ryan Newman        | 0        | 5042   |
| 3  | Denny Hamlin       | 0        | 5037   |
| 4  | Joey Logano        | 2        | 5028   |
| 5  | Brad Keselowski    | 2        | 2361   |
| 6  | Jeff Gordon        | 1        | 2348   |
| 7  | Matt Kenseth       | 0        | 2334   |
| 8  | Dale Earnhardt Jr. | 1        | 2301   |
| 9  | Carl Edwards       | 0        | 2288   |
| 10 | Kyle Busch         | 0        | 2285   |
| 11 | Jimmie Johnson     | 1        | 2274   |
| 12 | Kurt Busch         | 0        | 2263   |
| 13 | A.J. Allmendinger  | 0        | 2260   |
| 14 | Greg Biffle        | 0        | 2247   |
| 15 | Kasey Kahne        | 0        | 2234   |
| 16 | Aric Almirola      | 0        | 2195   |

Notas:
- O primeiro critério de classificação é o número de vitórias. Em caso de empate, o número de pontos.